# Gerhard Müller (Richter, 1876)
Gerhard Heinrich Müller (* 5. November 1876 in Wongrowitz, Provinz Posen; † 12. Januar 1957 in Wiesbaden-Rheingauviertel) war ein deutscher Jurist.
Müller war vom 15. Januar 1947 bis 30. April 1950 Präsident des Hessischen Verwaltungsgerichtshofs.

## Ehrungen
- 1953: Großes Verdienstkreuz der Bundesrepublik Deutschland[3]